# Буськи
Буськи — село в Рыбницком районе непризнанной Приднестровской Молдавской Республики. Вместе с сёлами Воронково и Гершуновка входит в состав Воронковского сельсовета. Население села составляет 100 человек.